# Michał Sokolnicki (dyplomata)

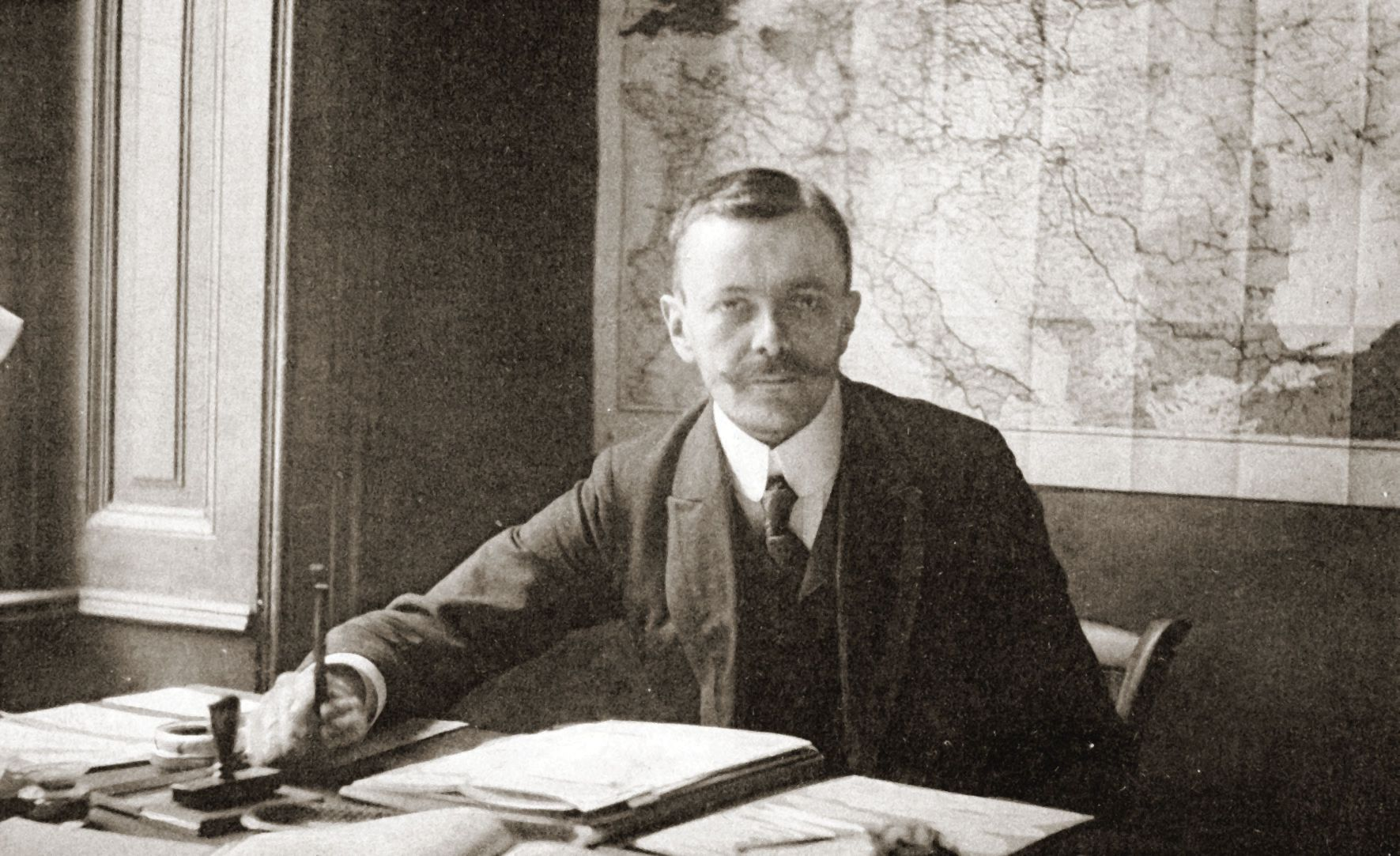
Michał Sokolnicki jako sekretarz NKN

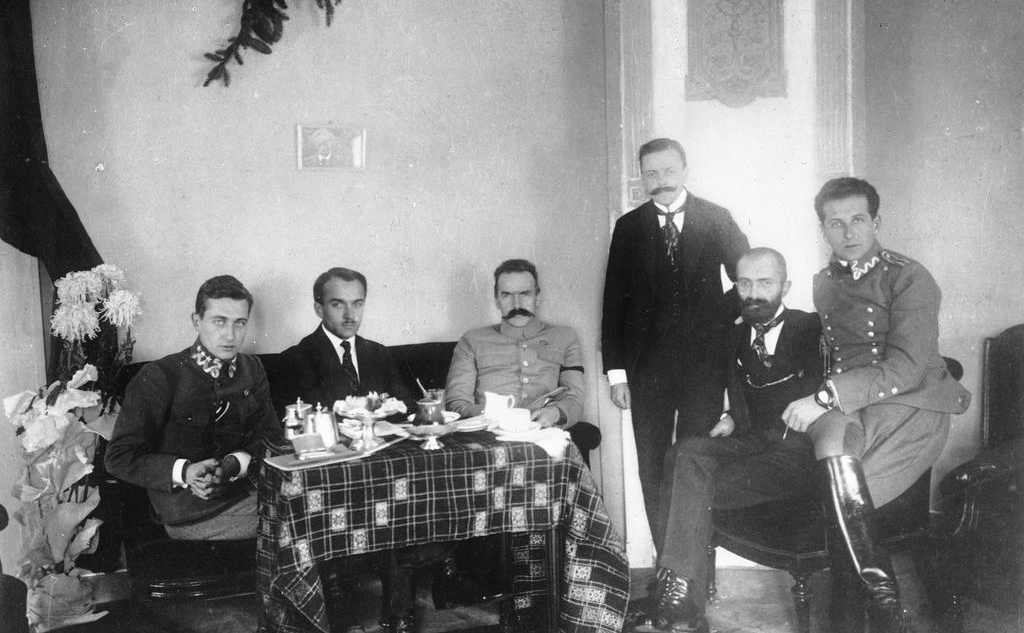
Od lewej: Julian Stachiewicz, Tadeusz Kasprzycki, Józef Piłsudski, Michał Sokolnicki (stoi), Walery Sławek, Bolesław Wieniawa-Długoszowski. Warszawa, grudzień 1916.

Michał Hubert Sokolnicki (ur. 6 lutego 1880 w Kaszewach Kościelnych, zm. 17 stycznia 1967 w Ankarze) – polski polityk i dyplomata oraz historyk, doktor filozofii.

## Życiorys

### Młodość i początki działalności publicznej
Urodził się w Kaszewach Kościelnych pod Kutnem . Pierwsze nauki pobierał od prywatnego guwernanta. W 1890 wstąpił do szkoły realnej w Łodzi. W 1894 przeniósł się do prywatnej szkoły w Warszawie. Następnie w lutym 1898 podjął studia w Paryżu, w Szkole Nauk Politycznych . Przebywał przez pewien czas w Rapperswilu, w tamtejszym Muzeum Polskim zbierając materiały do swojej pracy dyplomowej. W 1901 ukończył studia w Szkole Nauk Politycznych, przedstawiając pracę O historii politycznej narodu polskiego 1831–1847 . W tym samym roku powrócił na ziemie polskie. Dzięki łapówce Sokolnicki został uznany za niezdolnego do służby w armii rosyjskiej .
Podczas studiów w Paryżu związał się z ruchem socjalistycznym, a od 1901 jego polityczne losy wiążą się z osobą Józefa Piłsudskiego. Po powrocie z Francji na krótki okres znalazł się we Lwowie, gdzie uczęszczał m.in. na wykłady Szymona Askenazego. We Lwowie poznał Piłsudskiego osobiście . Następnie rozpoczął studia w Berlinie. W tym okresie podjął intensywną działalność pisarską, jako korespondent publikując m.in. w „Kuryerze Warszawskim”, „Przedświcie”, „Prawdzie” i „Ogniwie”. Wiosną 1904 ze względów zdrowotnych przeniósł się z Berlina do Zurychu, gdzie kontynuował studia. Należał do PPS.
W maju 1905, po krótkim pobycie w Zakopanem, przeniósł się do Heidelbergu, gdzie kontynuował kształcenie. W latach 1906–1907 był wykładowcą historii powszechnej na Wydziale Humanistycznym Towarzystwa Kursów Naukowych w Warszawie. W momencie rozpadu PPS opowiedział się po stronie Frakcji Rewolucyjnej .
W 1907 r. na uniwersytecie w Bernie ostatecznie uzyskał stopień naukowy doktora filozofii. Zarówno podczas studiów, jak i po ich zakończeniu, pracował nad biografią swojego stryjecznego pradziada oraz imiennika, generała Michała Sokolnickiego. W 1909 r. był jednym ze współzałożycieli Towarzystwa Pisarzy Polskich w Zakopanem. Podczas pobytu w Zakopanem, ze strony Rafała Radziwiłłowicza miał otrzymać propozycję przystąpienia do masonerii, którą to ofertę za radą Piłsudskiego odrzucił .
W 1911 należał do grona publicznych krytyków zarządzania Muzeum Polskim w Rapperswilu. Podnosił m.in. konieczność gruntownej reformy Muzeum, co doprowadziło do trwającego kilka lat, wielowątkowego konfliktu pomiędzy Sokolnickim a władzami ośrodka. Z czasem coraz więcej czasu Sokolnicki poświęcał działalności politycznej u boku Piłsudskiego, zdobywając jeszcze przed wybuchem wojny status jednego z jego najbliższych współpracowników. W latach 1909–1912 często przebywał w Krakowie, gdzie wówczas mieszkali jego rodzice. Pisał w owym czasie artykuły do krakowskiej „Krytyki” .

### U boku Piłsudskiego
W 1913 dołączył w szeregi krakowskiego „Strzelca”. W maju 1913 ukończył kurs podchorążych jako sierżant. Nie zarzucił całkowicie zajęcia historycznego, publikując m.in. w grudniu 1913 biografię powstańca Jana Zygmunta Skrzyneckiego. Był jednym z działaczy efemerycznego Polskiego Towarzystwa Przyjaciół Turcji. W styczniu 1914 dołączył do Komisji Skonfederowanych Stronnictw Niepodległościowych. Tuż przed wybuchem wojny zaangażował się w wydawanie oficjalnego strzeleckiego organu prasowego „Strzelec”, który z uwagi na rozpoczęcie I wojny światowej zdążył ukazać się tylko jeden raz.

#### I wojna światowa
Po wybuchu I wojny światowej został mianowany pełnomocnikiem Komendy Głównej KSSN dla mobilizacji Związków i Drużyn Strzeleckich. Do jego zadań należało nadzorowanie mobilizacji i formowania oddziałów we Lwowie i okolicach. Brał udział w pertraktacjach między CKN i KSSN, które zakończyły się utworzeniem Naczelnego Komitetu Narodowego. Później był m.in. komisarzem cywilnym Legionów w Kielcach. Był także członkiem kieleckiej Komisji Obywatelskiej, której zadaniem było czuwanie nad porządkiem i bezpieczeństwem. Działania jego administracji spotykały się z niechęcią tamtejszej społeczności, która wobec idei legionowych zachowywała stosunek w większości bierny lub wrogi. We wrześniu tegoż roku komisariaty rozwiązano, a Sokolnicki zajął się współtworzeniem mającej działać na terenie Królestwa Polskiej Organizacji Narodowej . Pełnił funkcję jej Komisarza Głównego w 1914 roku. Z ramienia PON uczestniczył w negocjacjach z niemieckim wojskiem i wywiadem .
W okresie wojny wielokrotnie udawał się za granicę, posyłany w celu pracy na rzecz polskiej kwestii niepodległościowej. Reprezentował tam CKN, NKN i przede wszystkim występował jako nieformalny reprezentant Komendanta. Z tej racji nazywany był często „ministrem spraw zagranicznych Piłsudskiego”. Był członkiem, a następnie sekretarzem generalnym Naczelnego Komitetu Narodowego, z którego wystąpił ostatecznie jesienią 1916 roku, kiedy koncepcje osiągnięcia niepodległości NKN i Piłsudskiego rozeszły się. Od momentu dołączenia Piłsudskiego do Tymczasowej Rady Stanu pełnił funkcję jego prywatnego sekretarza. Po aresztowaniu Komendanta był ważnym członkiem Konwentu Organizacji A, mającego na celu zastępowanie Piłsudskiego na czas jego zamknięcia. Uczestniczył wówczas w misji do Rosji, podczas której m.in. nawiązał kontakt z francuskim wywiadem i przepracowywał kwestie polsko-ukraińskie . Członek Centralnego Komitetu Narodowego w Warszawie (II – V 1917).

### Służba w dyplomacji
W 1919 był zastępcą sekretarza generalnego delegacji polskiej na Konferencję Pokojową w Paryżu (członek części delegacji wytypowanej przez Naczelnika Państwa na konferencję) . Następnie od sierpnia 1919 pełnił służbę dyplomatyczną w Londynie jako pierwszy radca poselstwa polskiego.

#### Finlandia (1920-1923)
Od stycznia 1920 do sierpnia 1923 roku (formalnie do 1 października) pełnił służbę jako poseł w Helsinkach. Do naczelnych celów polskich w tej części Europy należały niedopuszczenie do wzrostu wpływów niemieckich bądź bolszewickich w państwach bałtyckich. Ponadto państwu polskiemu zależało wówczas na izolacji politycznej Litwy. Okres służby Sokolnickiego przypadał na lata wojny bolszewickiej i następnie poważnych problemów wewnętrznych II Rzeczypospolitej. Polskiemu posłowi nie udało się zawiązać sojuszu militarnego z Finlandią, fiaskiem skończyły się także próby utworzenia wspólnego frontu państw bałtyckich i Polski przeciw bolszewikom. Dodatkowo Sokolnicki nie potrafił utrzymać w ryzach własnej placówki dyplomatycznej, gdzie nieustannie dochodziło do starć grup wpływów. Ostatecznie Sokolnicki został odwołany z placówki w atmosferze skandalu i wzajemnych oskarżeń.
Od 2 grudnia 1921 akredytowany również w Estonii (gdzie placówką faktycznie kierował Władysław Neuman jako chargé d’affaires). Misję pełnił do 1 października 1922.

#### Lata 1923–1931
Po powrocie do Warszawy objął stanowisko profesora w Szkole Nauk Politycznych w Warszawie oraz Wyższej Szkole Nauk Społecznych i Ekonomicznych w Łodzi. W latach 1922–1923 pracował w Wydziale Historyczno-Archiwalnym MSZ . Nie angażując się w aktywną działalność polityczną, pozostawał jednak w bliskich relacjach z obozem „piłsudczyków”. Po przewrocie majowym przywrócony do służby w 1927, objął stanowisko naczelnika Wydziału Historyczno-Naukowego MSZ. Pracował tam do lata 1931, m.in. prężnie rozwijając działalność wydawniczą wydziału. Piastował stanowisko egzaminatora Wyższego Kursu Dyplomatyczno-Konsularnego MSZ. Był ponadto członkiem redakcji zajmującej się opracowaniem i wydaniem pism zebranych Piłsudskiego. Współpracował wówczas z Instytutem Badania Najnowszej Historii Polski i opublikował kilka prac z zakresu historii .

#### Dania (1931-1936)
1 sierpnia 1931 mianowany na posła RP w Danii (1931–1936). Ukończył w tym czasie prace nad swoją książką Czternaście lat. Do jednych z jego zadań w Danii należało przekonanie rządu w Kopenhadze do oddania głosu na Polskę w wyborach do Rady Ligi Narodów w 1932. Wysiłki Sokolnickiego najprawdopodobniej nie przyniosły skutku i Dania wstrzymała się od głosowania za Polską, która mimo to została wówczas wybrana do Rady 48 głosami z 52. Placówka dyplomatyczna w Kopenhadze nie należała wówczas do kluczowych dla Polski, a pięcioletni okres poselstwa Sokolnickiego upływał bez poważniejszych kryzysów. Do głównych jego zadań należały wówczas pertraktacje nt. traktatów handlowych i zabezpieczanie pozycji polskiego eksportu węgla i zboża do Danii.

#### Ambasador w Turcji (1936-1945)
W roku 1936 mianowany ambasadorem Rzeczypospolitej w Turcji. W latach 1937–1939 łagodził tureckie próby nacjonalizacji Adampolu, polskiej osady w Turcji.
We wrześniu 1939 uczestniczył w porozumieniu z Ignacym Matuszewskim w akcji ratowania polskich rezerw złota, nadzorując jego transport z Rumunii do Syrii via Turcja i uzgadniając warunki transportu z władzami tureckimi.
W roku 1939 August Zaleski, minister spraw zagranicznych w rządzie RP na uchodźstwie (gabinet Władysława Sikorskiego), usiłował zwolnić go ze stanowiska. Jednak dzięki zdecydowanie przychylnej dla Sokolnickiego postawie rządu tureckiego i osobistemu poparciu Şükrü Saracoğlu, ministra spraw zagranicznych Turcji, odwołanie zostało cofnięte. W okresie II wojny ze strony rządu na uchodźstwie kilkukrotnie jeszcze dochodziło do prób usunięcia Sokolnickiego ze stanowiska w Ankarze, jednak za każdym razem spotykały się one z wyraźnym sprzeciwem strony tureckiej, która nie zgadzała się na agrément dla jakiegokolwiek innego kandydata. Niechęć rządu londyńskiego do osoby Sokolnickiego była wynikiem zarówno ogólnego braku zaufania dla dawnych przedstawicieli obozu „piłsudczyków”, jak i osobistych animozji między ambasadorem w Turcji a ministrem Zaleskim. W owym czasie Sokolnicki utrzymywał bliskie stosunki z przebywającym w Turcji delegatem apostolskim abp Roncalim, późniejszym papieżem .
Po wycofaniu uznania dyplomatycznego Turcji dla rządu RP na uchodźstwie opuścił placówkę pod koniec sierpnia 1945, a z początkiem września budynek ambasady przejęli urzędnicy wyznaczeni przez Tymczasowy Rząd Jedności Narodowej. Następca Sokolnickiego, Romuald Buczyński uzyskał agrément jako chargé d’ affaires w styczniu 1946. Po 1945 Sokolnicki pozostał w Turcji.

### Późna działalność (1945-1967)
Sokolnicki mieszkał na przemian w Stambule i Ankarze . Jego aktywność skupiła się na działalności naukowej i dydaktycznej: był wykładowcą Uniwersytetu Ankarskiego: Wydziału Humanistycznego, gdzie wykładał historię dyplomacji, oraz Instytutu Slawistycznego, w którym prowadził wykłady z historii ruchów politycznych i rewolucyjnych XIX-wiecznej Rosji. Prowadził także seminaria. Pozostał nader cenionym autorytetem, zarówno w kręgach emigracji polskiej, jak i wśród polityków tureckich i korpusu dyplomatycznego. Zachował tytuł ambasadora honorowego (do 1955 r.), bywał zapraszany na nieoficjalne przyjęcia znajomych dyplomatów, co budziło gwałtowne protesty przedstawicieli polskich i radzieckich.
Od lat 50. Sokolnicki zmagał się zarówno z problemami zdrowotnymi, jak i fatalną sytuacją materialną. Niewielka pensja uczelniana i brak innych źródeł dochodu zmuszały go do kilkukrotnego zwracania się o pomoc finansową do rządu londyńskiego; próśb tych nigdy nie uwzględniono. Sytuacji Sokolnickiego nie poprawiały jego ambicje bibliofilskie i częsta pomoc finansowa wobec innych Polaków na obczyźnie, które to czynniki dodatkowo drenowały i tak już niewielki budżet byłego dyplomaty. Bezskutecznie starał się o posadę na którejś z uczelni zachodnich.
Był to jednocześnie czas wzmożonej aktywności pisarskiej Sokolnickiego, który utrzymywał bogatą korespondencję z innymi osobistościami emigracji (Sosnkowski, Giedroyc, Czapski) i pisywał do licznych czasopism, jak „Kultura”, „Orzeł Biały”, „Bellona” czy londyńskie „Wiadomości”. W toku swojej obszernej, wieloletniej relacji listownej z Władysławem Pobóg-Malinowskim udzielał wielu rad i wskazówek nt. kształtu Najnowszej historii politycznej Polski. Od 1947 r. był członkiem korespondentem Instytutu Józefa Piłsudskiego w Nowym Jorku (od 1957 członek honorowy), a od 1958 r. także członkiem honorowym Instytutu Piłsudskiego w Londynie. Pozostawił obszerne wspomnienia z lat służby dyplomatycznej w Turcji 1939–1945 (Dziennik ankarski).
Pod koniec życia zmagał się z postępującą zapaścią zdrowotną, która uniemożliwiła mu pracę na uczelni i pisanie, co pozbawiło go jakiegokolwiek źródła dochodu. Za sprawą prywatnej inicjatywy środowisk emigracyjnych, koordynowanej przez Edwarda Raczyńskiego, udało się przeprowadzić udaną zbiórkę pieniędzy na podstawowe potrzeby życiowe dyplomaty. Ostatnią wolą Sokolnickiego był jego pochówek na cmentarzu polskim w Adampolu. Zmarł w Ankarze 17 stycznia 1967 r. i pochowany został w kwaterze dla chrześcijan jednego z ankarskich cmentarzy miejskich.
Członek Polskiego Towarzystwa Naukowego na Obczyźnie (od 1961).

#### Spuścizna
Potężna część spuścizny archiwalnej Sokolnickiego znalazła się w Instytucie Hoovera w Stanford, niewielkie fragmenty zaś w AAN i Instytucie Piłsudskiego w Nowym Jorku . Część spadku po Sokolnickim, znajdującą się w rękach prywatnego kolekcjonera w Turcji, po wieloletnich rozmowach z udziałem przedstawicieli władz polskich i tureckich została zakupiona przez Muzeum Historii Polski i w 2021 roku trafiła do Polski. Na zakupiony przez stronę polską zbiór składa się m.in. ponad 3000 książek, w tym ponad 30 starodruków, a także prywatne portrety, dzieła sztuki, meble, fotografie i bogata korespondencja.

### Rodzina
Jego rodzicami byli Zenon (1809-1889) i Konstancja ze Świetosławskich (1814-1888). Bratem pradziadka był gen. Michał Sokolnicki. Młodszy brat Gabriela Sokolnickiego, profesora Politechniki Lwowskiej. Jego żoną była w latach 1903–1915 Eugenia Sokolnicka z d. Kutner (1876-1934) – polska psychoanalityk, uczennica Zygmunta Freuda. Małżeństwo było bezdzietne.
W maju 1920, prawdopodobnie po uzyskaniu unieważnienia pierwszego małżeństwa, ożenił się po raz drugi; jego żoną została Irena Podoska, siostra Bohdana Podoskiego, późniejszego marszałka Senatu. Świadkiem na tym ślubie był Kazimierz Sosnkowski, bliski przyjaciel Sokolnickiego. To małżeństwo także pozostało bezdzietne .

## Ordery i odznaczenia
- Krzyż Komandorski Orderu Odrodzenia Polski (2 maja 1922)[53][54]
- Krzyż Niepodległości[55]
- Medal Dziesięciolecia[55]
- Krzyż Komandorski Orderu Legii Honorowej (1932, Francja)[56]
- Krzyż Wielki Orderu Sokoła (1934, Islandia)[57][58]
- Krzyż Wielki Orderu Danebroga (1935, Dania)[59]
- Krzyż Wielki Orderu Białej Róży (Finlandia)[55]
- Krzyż Wielki Orderu św. Sawy (Jugosławia)[55]

## Prace
- Wojna roku 1809, Kraków 1910
- Generał Michał Sokolnicki 1760–1815, Kraków – Warszawa 1912 ; Wyd. Anczyc;
- Wojna polsko-rosyjska w r. 1831, Poznań 1919;
- Polska w pamiętnikach wielkiej wojny 1914–1918, Warszawa 1925;
- Czternaście lat, Warszawa 1936;
- Niemcy po wielkiej przegranej, Paryż 1953; Wyd. Instytut Literacki
- Rok czternasty, Londyn 1961 ; Wyd. Gryf Publications
- Dziennik ankarski 1939–1943, Londyn 1965; Wyd. Gryf Publications
- Dziennik ankarski 1943–1946. Z przedmową E. Raczyńskiego., London 1974. Wyd. Veritas Found. Publ. Centre
- Emisariusz Niepodległej. Wspomnienia z lat 1896–1919, Wyd. Ośrodek KARTA, Wybór i opracowanie: Agnieszka Dębska, Warszawa 2019
- Dziennik ankarski. Wybór z lat 1939–1945, Wyd. Ośrodek KARTA, Wybór i opracowanie: Justyna Avci, Agnieszka Dębska, Warszawa 2024